# Gruber Hugó
Gruber Hugó (Budapest, 1938. május 28. – Budapest, 2012. július 3.) magyar bábszínész, szinkronszínész, Jászai Mari-díjas (1990), érdemes művész (1998), a Bábszínház aranygyűrűs (1988) művésze volt.

## Életrajza
Gruber Hugó és Jugovits Sára gyermekeként született. Édesapja a Horthy-korszakban katonatiszt volt. Gimnáziumi tanulmányait 1952 és 1956 között a budapesti piaristáknál végezte. Ott kezdte a bábjátékot is, a Vízvári László által 1954-ben alapított Aurora Művészegyüttesben. Ő maga eredetileg építészmérnök szeretett volna lenni, de származása miatt nem kapott (3. próbálkozás után sem) felvételt az egyetemre.
1961–1992 között az Állami Bábszínházhoz szerződött. 1964-ben végezte el a Felsőfokú Bábszínészképző Stúdiót. 1972-től szinkronizált. 1992-től a Budapest Bábszínház művésze.
Széles skálájú karakterszínész. A színház világhírű zenei műsoraival rengeteg külföldi turnén szerepelt. A Bábszínészképző Tanfolyam gyakorlati tanára. A film- és sorozatszinkronizálás egyik legtöbbet foglalkoztatott szereplője volt.
2012. július 3-án hunyt el.

## Színházi szerepei
- Tolsztoj: Fajankó kalandjai...
- Gernet: Az engedetlen kiskacsa... Kecske Berci; Gáspár kandúr
- Gernet: Aladdin csodalámpája... Majom
- Pehr-Spacil: Rosszcsont Peti... Rendes Endre
- Benois-Szilágyi: Petruska... Kocsis; Katona; Marionettjátékos; Cigány
- Swift: Gulliver Liliputban... Hirrhurr generális; Alamusz rendőrfőnök; II. Katona
- Kormos István: Bohóc rókák és egyéb mókák... Muzsikás Kismalac
- Grimm: Jancsi és Juliska...
- Brecht: A kispolgár hét főbűne... A család tagja
- Lengyel-Szilágyi: A csodálatos mandarin... A mandarin; I. csavargó
- Olesa: A három kövér... Gaspar Arneri és Prospero
- Urbán Gyula: A kacsalaki rejtély...
- Petőfi Sándor: János vitéz...
- Garay-Paulini-Harsányi: Háry János... Ferenc császár; Bíró; Marci bácsi
- Szilágyi Dezső: Táncszvit...
- Vörösmarty Mihály: Csongor és Tünde... Berreh
- Gabbe: Hamupipőke... András bácsi; Király
- Balázs Béla: A könnyű ember...
- Szilágyi Dezső: Klasszikus szimfónia...
- Ramuz: A katona története... Ördög
- Tóth Eszter: A három kismalac... Röfi; Farkas
- Gennaro: Il Maestro di Musica... Bábművész
- Dittersdorf: La contadina fedele... Bábművész
- Golebska: Repülj nóta, mazur nóta!... Ének
- Golebska: Zöld jávorfa aljában... Ének
- Golebska: Meghalt Matykó!... Ének
- Benedek András: Az aranytollú madár... Göncöl apó; Vadász
- Szilágyi Dezső: Cantala Profana...
- Balogh Géza: Két arckép...
- Romhányi József: Eszterházi rögtönzés... Bábművész
- Cimarosa-Romhányi: Il maestro di capella... Bábművész
- Baum: Óz, a nagy varázsló...
- Vargha Balázs: Jeles napok...
- Bródy-Koós: A tűzmadár...
- Koczogh Ákos: Kalevala - Észak fiai... Vejnemöjnen; Ilmarinen
- Bánky Róbert: Gömbök és kockák...
- Szilágyi Dezső: Aventures...
- Urbán Gyula: La Campanella...
- Gogol: Az orr...
- Fehér Klára: Kaland a Tigris bolygón... Viktor bácsi
- William Shakespeare: A vihar... Alonso; Trinculo
- Szilágyi Dezső: Rámájana... Visnu isten; Ráma királyfi
- Kipling: A dzsungel könyve... Akela
- Békés Pál: A kétbalkezes varázsló... Étekfogó
- Urbán Gyula: A nagy bújócska... Simi
- Urbán Gyula: Karnevál...
- Muszorgszkij: Egy kiállítás képei...
- Balogh Géza: Ali baba és a negyven rabló... Abdullah
- Ende: Ármányos puncs-pancs... Átkos Ákos
- Bodel: Szent Miklós csodája... Puttony; Gránithon emírje; Prokoláb
- Janikovszky Éva: Akár hiszed, akár nem...
- Szilágyi Andor: Kelekótya Jonathán... Naphtalini Gombnyissz
- Adorján-Vincze: A csodaszarvas...
- Debussy: Szent Sebestyén vértanúsága...
- Kormos István: A zsiráfnyakú cica...
- Madách Imre: Az ember tragédiája...

## Filmjei
| - Az első randevú - Kinizsi - Kincskereső kisködmön (1973) - Marci és a kapitány (1977) - Varjúdombi meleghozók (1978) - Minden egér szereti a sajtot (1981) - A tücsök hegedűje (1982) - Nyolc évszak 1-8. (1987) - Csillagvitéz (1987) | - Árgyílus királyfi és Tündér Ilona (1987) - Dús király madara (1988) - Krisztofóró (1989–1994) - Szomszédok (1991–1993) - Julianus barát 1-3. (1991) - A próbababák bálja (1991) - Privát kopó (1993) - Rizikó (1993) - Nyomkereső (1993) - Reneszánsz (2005) |

## Szinkronszerepek

### Sorozatbeli szinkronszerepek
| Cím                                                         | Szerep                                                             | Színész                                                         |
| ----------------------------------------------------------- | ------------------------------------------------------------------ | --------------------------------------------------------------- |
| Moselbrücki történet                                        | Ludwig Zerfass                                                     | Hans Putz                                                       |
| Twin Peaks                                                  | Albert Rosenfeld                                                   | Miguel Ferrer                                                   |
| Happy Holiday                                               | Nikos                                                              | Spiros Focás                                                    |
| Megperzselt szívek                                          | Arnaud                                                             | Michel Duchaussoy                                               |
| Repülő orvosok                                              | Hurtle Morrison                                                    | Max Cullen                                                      |
| A homok titkai                                              | Virgílio Assunçăo                                                  | Raul Cortez                                                     |
| A farm ahol élünk                                           | Jonathan Garvey                                                    | Merlin Olsen                                                    |
| Haszonlesők                                                 | Maurice Moulterd                                                   | Billy Burden                                                    |
| Vakarcs                                                     | Franzik felügyelő                                                  | Heinz Reinczke                                                  |
| Árnyékember                                                 | Janusz 'Jan' Herzog                                                | Mario Adorf                                                     |
| Borostyán                                                   | Gaetano Manetti                                                    | Giacomo Furia                                                   |
| Szegény ember narancsa                                      | Hughie Darcy                                                       | Martyn Sanderson                                                |
| Tűzoltók                                                    | Danny 'Nugget' Hunt                                                | Danny Adcock                                                    |
| Lángoló part                                                | Ernie                                                              | Ernest Borgnine                                                 |
| Tetthely 173. rész                                          | Edgar Brinkmann felügyelő                                          | Karl-Heinz von Hassel                                           |
| Tetthely                                                    | Hans Schreitle felügyelő                                           | Horst Michael Neutze                                            |
| Tetthely 146. rész / Schimanski visszatér                   | Hänschen                                                           | Chiem van Houweninge                                            |
| A rendőrség száma 110                                       | Peter Fuchs / Wolfgang Reichenbach / Lutz Zimmermann / Günter Beck | Peter Borgelt / Friedhelm Eberl / Lutz Riemann / Günter Haumann |
| Az Öreg 67. rész                                            | Martin Brenner                                                     | Jan Hendrisk                                                    |
| Nash Bridges – A trükkös hekus                              | Nick Bridges                                                       | James Gammon                                                    |
| Maffiózók                                                   | Herman 'Hesh' Rabkin                                               | Jerry Adler                                                     |
| Az elveszett világ                                          | Arthur Summerlee professzor                                        | Michael Sinelnikoff                                             |
| Esküdt ellenségek                                           | D.A. Adam Schiff                                                   | Steven Hill                                                     |
| Született feleségek                                         | Crowley atya                                                       | Jeff Doucette                                                   |
| Pláza                                                       | Ugo Monti                                                          | Camillo Milli                                                   |
| El Manantial – Az ősforrás                                  | Melesio Osuna                                                      | Justo Martínez                                                  |
| Az igazság napja                                            | Justice Michael Bancroft                                           | James Karen                                                     |
| A liliomlány                                                | Zacarías                                                           | Manolo Coego                                                    |
| Vad angyal                                                  | José 'Don Pepe' Simal                                              | Gogó Andreu                                                     |
| Csillagközi romboló                                         | Dr. Cottle                                                         | Donnelly Rhodes                                                 |
| Mrs. Columbo                                                | Josh Alden                                                         | Henry Jones                                                     |
| Bűvölet                                                     | Luciano Mauri                                                      | Paolo Ferrari                                                   |
| Csillagkapu                                                 | Jacob Carter                                                       | Carmen Argenziano                                               |
| Avatár – Aang legendája                                     | Pakku                                                              | Victor Brandt                                                   |
| Nils Holgersson csodálatos utazása a vadludakkal (rajzfilm) | Kákalaki Akka                                                      | Nobuko Terashima                                                |
| Chip és Dale – A Csipet Csapat                              | Kvarg Lipót                                                        | Peter Cullen, Jim Cummings                                      |
| A gumimacik                                                 | Sir Tuxford                                                        | Bill Scott, Roger C. Carmel, Brian Cummings                     |
| Star Wars: A klónok háborúja                                | Palpatine (2. évad 13. részig)                                     | Ian Abercrombie                                                 |

### Film szinkronszerepei
| Év   | Cím                                                     | Szerep                       | A szinkronizált színész |
| ---- | ------------------------------------------------------- | ---------------------------- | ----------------------- |
| 1951 | Don Camillo kis világa (1. szinkron)                    | Don Camillo                  | Fernandel               |
| 1953 | Don Camillo visszatér                                   | Don Camillo                  | Fernandel               |
| 1955 | Don Camillo és Peppone képviselő (1. szinkron)          | Don Camillo                  | Fernandel               |
| 1961 | Don Camillo, a főtisztelendő (1. szinkron)              | Don Camillo                  | Fernandel               |
| 1965 | Don Camillo elvtárs (1. szinkron)                       | Don Camillo                  | Fernandel               |
| 1969 | Királyi harc a Napért                                   | Valverde                     | Andrew Keir             |
| 1969 | Folytassa a kempingben, avagy felejtsd el a hálózsákot! | Sid Boggle                   | Sidney James            |
| 1970 | A szél dühe                                             | agitátor                     | Carlo Alberto Cortina   |
| 1970 | Macskarisztokraták                                      | Edgár, a komornyik           | Roddy Maude-Roxby       |
| 1971 | Folytassa, ahogy tetszik!                               | Sid Plummer                  | Sid James               |
| 1972 | Folytassa, főnővér!                                     | Sid Carter                   | Sid James               |
| 1973 | Folytassák lányok!                                      | Sidney Fiddler               | Sid James               |
| 1973 | Az angyalok is esznek babot                             | Angelo                       | Robert Middleton        |
| 1978 | Folytassa, Emmanuelle                                   | Leyland                      | Kenneth Connor          |
| 1978 | A brazíliai fiúk                                        | Sidney Beynon                | Denholm Elliott         |
| 1981 | Kincs, ami nincs                                        | Kalózkapitány                | Claudio Ruffini         |
| 1982 | Bombajó bokszoló                                        | Bud Graziano                 | Bud Spencer             |
| 1984 | Tűzgyújtó                                               | John Rainbird                | George C. Scott         |
| 1987 | Kincses sziget az űrben                                 | Tralawny lovag               | Philippe Leroy          |
| 1987 | Hófehérke és a hét törpe                                | Varázstükör                  | Julian Chagrin          |
| 1990 | Mint A Villám                                           | Harry Hogge                  | Rober Duvall            |
| 1992 | A kukorica gyermekei 2. – A végső áldozat               | Dr. Richard Appleby          | Ed Grady                |
| 1992 | Star Wars: A Jedi visszatér                             | Darth Sidious                | Ian McDiarmid           |
| 1993 | Tiszta románc                                           | Clifford Worley              | Dennis Hopper           |
| 1998 | Sziki-szökevény                                         | Fergus Falls hadnagy         | Richard Crenna          |
| 1999 | Star Wars: Baljós árnyak                                | Palpatine                    | Ian McDiarmid           |
| 2000 | 102 kiskutya                                            | Bábszínházas szereplő hangja | N/A                     |
| 2002 | Star Wars: A klónok támadása                            | Palpatine                    | Ian McDiarmid           |
| 2005 | Star Wars: A Sith-ek bosszúja                           | Palpatine                    | Ian McDiarmid           |
| 2005 | A rettegés háza                                         | Callaway atya                | Philip Baker Hall       |
| 2008 | John Rambo                                              | Arthur Marsh                 | Ken Howard              |
| 2008 | Star Wars: A klónok háborúja                            | Palpatine                    | Ian Abercrombie         |